# Exoneura robusta
Exoneura robusta là một loài Hymenoptera trong họ Apidae. Loài này được Cockerell mô tả khoa học năm 1922.

## Hình ảnh

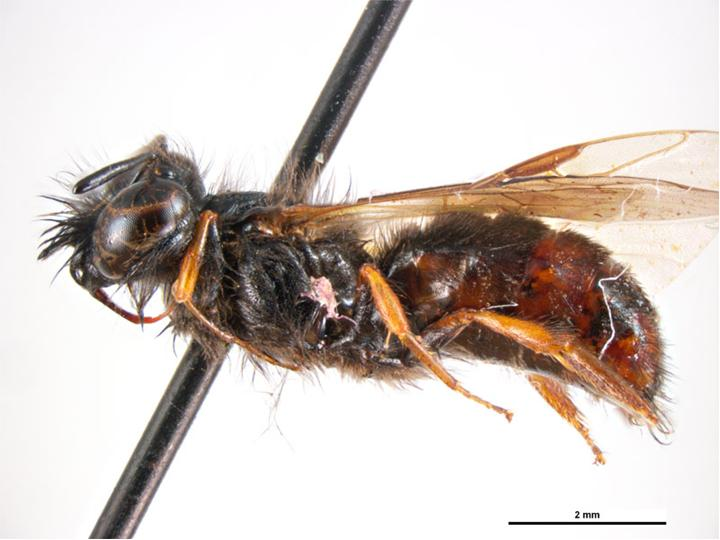